# 이나리 (핀란드)
이나리(핀란드어: Inari, 이나리 사미어: Aanaar 아나르, 북사미어: Anár 아나르, 스콜트 사미어: Aanar 아나르, 스웨덴어: Enare 에나레[*])는 핀란드의 지자체이며 1876년에 설립되었다. 가장 큰 마을은 이발로와 이나리이다. 라피 지역에 있으며 총 인구는 2010년 3월 31일 기준 6873명이다. 면적은 17,333.89 제곱킬로미터이며 이 중 2,281.51 제곱킬로미터는 물이다. 핀란드에서 가장 큰 지자체이며 인구 밀도는 제곱킬로미터당 0.46명이다.
핀란드어, 북부 사미어, 스콜트 사미어, 이나리 사미어가 모두 공용어이다. 핀란드의 최대 규모 국립 공원인 레멘요키 국립 공원과 우르호 케코넨 국립 공원이 이나리에 일부 포함되어 있다. 이나리 호는 핀란드에서 3번째로 제일 큰 호수이며 면적은 1043 제곱킬로미터이며, 이는 패이얘네 호보다 40제곱킬로미터 더 작다.
하마스툰투리, 무옷캇툰투리, 파이스툰투리, 칼도아이비, 뱃새리, 차르미툰투리 자연 보호 구역이 이나리에 있다. 이발로 공항이 있다.

## 인구
| 연도                       | 인구  | ±%    |
| -------------------------- | ----- | ----- |
| 1972                       | 6,841 | —     |
| 1980                       | 6,900 | +0.9% |
| 1990                       | 7,559 | +9.6% |
| 2000                       | 7,360 | −2.6% |
| 2010                       | 6,778 | −7.9% |
| 2020                       | 6,862 | +1.2% |
| 2021                       | 7,008 | +2.1% |
| Source: Statistics Finland |       |       |

2010년 총 인구는 6863명이고, 이 중 6336명이 핀란드어, 400명이 사미어를 모국어로 사용하며 97명은 다른 언어가 모국어이다. 외국 국적자는 총 78명이다.

## 마을 목록
이나리는 핀란드 최북단의 휴양지이다.
- 넬림
- 리스마
- 리우툴라
- 앙겔리
- 이나리
- 이발로
- 사리셀캐
- 세베티얘르비-내태모(노르웨이 네이덴)
- 카마넨
- 케배얘르비
- 코펠로
- 쿠투라
- 퇴르매넨
- 파르타코

## 기후
| 이나리의 기후                                                      | 이나리의 기후 | 이나리의 기후 | 이나리의 기후 | 이나리의 기후 | 이나리의 기후 | 이나리의 기후 | 이나리의 기후 | 이나리의 기후 | 이나리의 기후 | 이나리의 기후 | 이나리의 기후 | 이나리의 기후 | 이나리의 기후 |
| 월                                                                 | 1월           | 2월           | 3월           | 4월           | 5월           | 6월           | 7월           | 8월           | 9월           | 10월          | 11월          | 12월          | 연간          |
| ------------------------------------------------------------------ | ------------- | ------------- | ------------- | ------------- | ------------- | ------------- | ------------- | ------------- | ------------- | ------------- | ------------- | ------------- | ------------- |
| 역대 최고 기온 °C (°F)                                             | 6.3 (43.3)    | 6.9 (44.4)    | 11.0 (51.8)   | 16.4 (61.5)   | 28.2 (82.8)   | 31.7 (89.1)   | 31.8 (89.2)   | 31.4 (88.5)   | 24.4 (75.9)   | 12.8 (55.0)   | 8.6 (47.5)    | 7.4 (45.3)    | 31.8 (89.2)   |
| 일평균 최고 기온 °C (°F)                                           | −7.6 (18.3)   | −7.3 (18.9)   | −2.4 (27.7)   | 2.9 (37.2)    | 8.8 (47.8)    | 15.0 (59.0)   | 18.7 (65.7)   | 15.9 (60.6)   | 10.5 (50.9)   | 3.0 (37.4)    | −2.5 (27.5)   | −5.2 (22.6)   | 4.2 (39.6)    |
| 일일 평균 기온 °C (°F)                                             | −12.1 (10.2)  | −11.6 (11.1)  | −7.2 (19.0)   | −1.3 (29.7)   | 4.5 (40.1)    | 10.4 (50.7)   | 14.2 (57.6)   | 11.9 (53.4)   | 7.2 (45.0)    | 0.7 (33.3)    | −5.6 (21.9)   | −9.2 (15.4)   | 0.2 (32.4)    |
| 일평균 최저 기온 °C (°F)                                           | −17.4 (0.7)   | −16.8 (1.8)   | −12.9 (8.8)   | −6.1 (21.0)   | 0.4 (32.7)    | 6.3 (43.3)    | 10.0 (50.0)   | 8.0 (46.4)    | 3.8 (38.8)    | −2.0 (28.4)   | −9.3 (15.3)   | −13.8 (7.2)   | −4.2 (24.4)   |
| 역대 최저 기온 °C (°F)                                             | −48.9 (−56.0) | −48.6 (−55.5) | −39.9 (−39.8) | −29.8 (−21.6) | −15.8 (3.6)   | −3.3 (26.1)   | −0.1 (31.8)   | −3.5 (25.7)   | −11.6 (11.1)  | −27.6 (−17.7) | −34.3 (−29.7) | −42.0 (−43.6) | −48.9 (−56.0) |
| 평균 강수량 mm (인치)                                              | 25 (1.0)      | 21 (0.8)      | 22 (0.9)      | 26 (1.0)      | 37 (1.5)      | 61 (2.4)      | 73 (2.9)      | 69 (2.7)      | 45 (1.8)      | 43 (1.7)      | 28 (1.1)      | 26 (1.0)      | 476 (18.8)    |
| 평균 강수일수 (≥ 0.1 mm)                                           | 16            | 14            | 13            | 13            | 15            | 15            | 17            | 17            | 16            | 17            | 16            | 17            | 186           |
| 출처: 핀란드 기상연구소 (평년값: 1991년~2020년, 극값: 1925년~현재) |               |               |               |               |               |               |               |               |               |               |               |               |               |